# Carlos Garcia Camacho
Carlos Garcia Camacho (ur. 16 lutego 1924 w Hagåtñie, zm. 6 grudnia 1979 tamże) – guamski polityk.
Pierwszy demokratycznie wybrany gubernator tego amerykańskiego terytorium zależnego (swój urząd sprawował od 4 stycznia 1971 roku do 6 stycznia 1975 roku) oraz siódmy mianowany gubernator (swój urząd sprawował od 20 lipca 1969 roku do 4 stycznia 1971 roku).